# 武汉公交758路

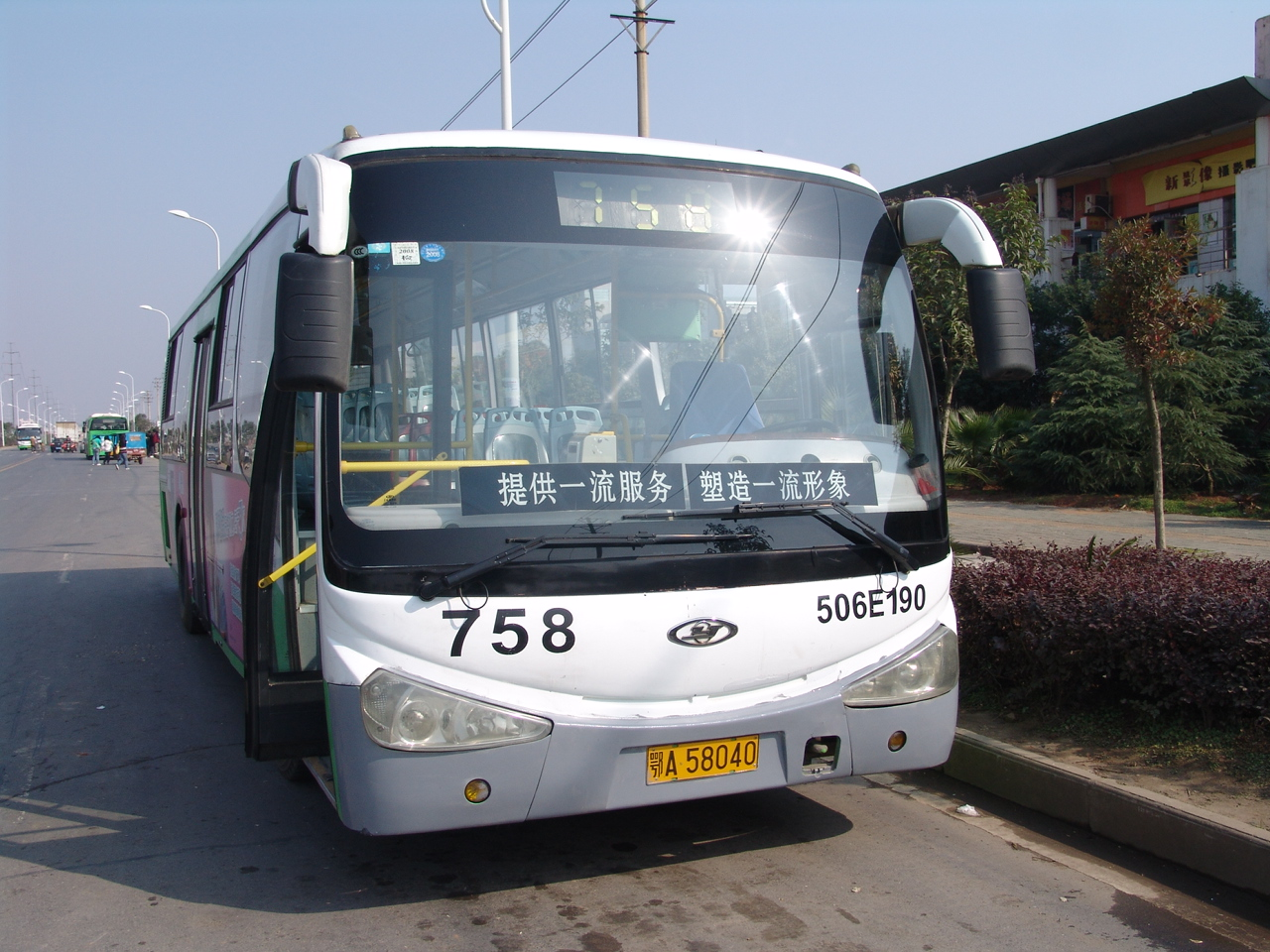
武汉公交758路

武汉公交758路是中国湖北省武汉市的一条公交线路，运营区间为程杨湾站至民族大道光谷广场站。由武汉公交集团公司第五营运公司经营。其前身为武汉市鲁巷至湖北经济学院的4108路私营小巴士。758路与718路共有12站相同。

## 去行停靠站点
共18站。
程杨湾→大郭湾→堡湖嘴→刘张湾→吴李湾→梅万湾→当代国际花园→三李陈→关南村→凌家山北路→碳黑厂→五角塘→雄楚大道关山→关山中学→紫菘枫林上城→下钱东村→上钱村→民族大道光谷广场

## 回行停靠站点
共18站。
民族大道光谷广场→上钱村→下钱东村→紫菘枫林上城→关山中学→雄楚大道关山→五角塘→碳黑厂→凌家山北路→关南村→三李陈→当代国际花园→梅万湾→吴李湾→刘张湾→堡湖嘴→大郭湾→程杨湾